# Helianthus ambiguus
Helianthus ambiguus là một loài thực vật có hoa trong họ Cúc. Loài này được Britton mô tả khoa học đầu tiên năm 1901.